# The Legend of Johnny Cash Vol. II
The Legend of Johnny Cash Vol. II je kompilacija Johnnyja Casha, objavljena 2006. u izdanju Island Recordsa. Izdanje je bilo rezultat uspjeha široke kompilacije iz 2005. nazvane The Legend of Johnny Cash. Nastavak, kao i prethodnik, uključuje pjesme koje je Cash izvodio na raznim nastupima tijekom svoje karijere: album počinje s "There You Go" iz sredine pedesetih, a završava s nekoliko brojeva iz American serije, uključujući verziju "In the Sweet By and By" s albuma My Mother's Hymn Book i koncertnu verziju "Bird on a Wire" Leonarda Cohena.

## Popis pjesama
1. "There You Go" (Cash) – 2:18
2. "Home of the Blues" (Cash, Douglas, McAlpin) – 2:40
3. "Ballad of a Teenage Queen" (Jack Clement) - 2:10
4. "The Ways of a Woman in Love" (Justis, Rich) - 2:15
5. "I Still Miss Someone" (Cash, Cash) – 2:36
6. "Don't Take Your Guns to Town" (Cash) – 3:04
7. "The Long Black Veil" (Danny Dill, Marijohn Wilkin) – 3:07
8. "The Ballad of Ira Hayes" (Peter La Farge) – 4:09
9. "It Ain't Me Babe" (Bob Dylan) – 3:04
10. "Girl from the North Country" (Dylan) – 3:42
  - U izvedbi Boba Dylana i Johnnyja Casha; s Dylanova albuma Nashville Skyline
11. "Daddy Sang Bass" (Carl Perkins) – 2:21
12. "Flesh and Blood" (Cash) – 2:37
13. "The Night Hank Williams Came to Town" (Braddock, Williams) – 3:24
14. "That Old Wheel" (Pierce) – 2:52
15. "The Beast in Me" (Nick Lowe) – 2:46
16. "Unchained" (Johnstone) – 2:51
17. "I Won't Back Down" (Jeff Lynne, Tom Petty) – 2:08
18. "I Hung My Head" (Sting) – 3:53
19. "Bird on a Wire" (uživo)  (Cohen) – 4:10
20. "In the Sweet By and By" (Tradicionalna) – 2:24